# Farneseno
El término farneseno se refiere a un conjunto de seis compuestos químicos estrechamente relacionados que todos son sesquiterpenos . α-farneseno y β-farneseno son isómeros, que se diferencian por la ubicación de un doble enlace . α-farneseno es 3,7,11-trimetil-1,3,6,10-dodecatetraeno y β-farneseno es 7,11-dimetil-3-metileno-1 ,6,10-dodecatrieno. La forma alfa puede existir como cuatro estereoisómeros que difieren acerca de la geometría de dos de sus tres enlaces dobles internos (los estereoisómeros del tercer doble enlace interno son idénticos). El isómero beta existe como dos estereoisómeros sobre la geometría de su doble enlace central.
Dos de los estereoisómeros α-farneseno se informa que se producen en la naturaleza. ( E , E )-α-farneseno es el isómero más común. Se encuentra en el recubrimiento de las manzanas y otras frutas y plantas, como el cannabis, y es responsable de la característica de olor de la manzana verde. Su oxidación por el aire da compuestos que son perjudiciales para la fruta. Los productos de oxidación dañan las membranas celulares que finalmente causa la muerte celular en las capas celulares más externas de la fruta, lo que resulta en un trastorno de almacenamiento conocido como escaldadura. ( Z , E )-α-farneseno se ha aislado a partir del aceite de perilla. Ambos isómeros son también de insectos semioquímicos; actúan como alarmas  feromonas en las termitas o atrayentes alimenticios para las plagas del árbol del manzano, el gusano de la manzana . α-farneseno es también el compuesto principal que contribuye al aroma de la gardenia, componiendo ~ 65% de los componentes del espacio de la cabeza floral.
β-farneseno tiene un isómero de origen natural. El E isómero es un constituyente de diversos aceites esenciales . También es liberado por los áfidos como una feromona de alarma después de la muerte para advertir a distancia otros áfidos. Varias plantas, incluyendo especies de patatas, se ha demostrado que sintetizan esta feromona como un repelente natural de insectos.